# Ventrifossa sazonovi
Ventrifossa sazonovi és una espècie de peix de la família dels macrúrids i de l'ordre dels gadiformes.

## Morfologia
- Els mascles poden assolir 34 cm de llargària total.[4][5]

## Hàbitat
És un peix d'aigües profundes que viu entre 420-886 m de fondària.

## Distribució geogràfica
Es troba al Mar de la Xina Meridional i el nord d'Austràlia (incloent-hi Austràlia Occidental).